# Steve Golin
Pour les articles homonymes, voir Golin.
Steven Aaron Golin est un producteur de cinéma et de télévision américain né le 6 mars 1955 à Geneva et mort le 21 avril 2019 à Los Angeles.

## Biographie
Steve Golin fait des études de cinéma à l'université Tisch School of the Arts à New York, où il obtient son diplôme en 1976,.
Steve Golin rencontre Sigurjón Sighvatsson alors qu'ils participaient aux programmes de l'organisation American Film Institute. Ensemble, et avec l'appui des réalisateurs David Fincher, Dominic Sena, Greg Gold et Nigel Dick, ils créent en 1986 Propaganda Films, une société de production qui découvre des réalisateurs tels que Michael Bay, Spike Jonze ou Michel Gondry. Ils produiront également des films de David Lynch ou Jane Campion.
À la suite du rachat de Propaganda Films, Steve Golin fonde au début des années 2000 la société de production Anonymous Content,,.

## Filmographie (sélection)
- 1990 : Sailor et Lula (Wild at Heart) de David Lynch
- 1996 : Portrait de femme (The Portrait of a Lady) de Jane Campion
- 1997 : The Game de David Fincher
- 1999 : Dans la peau de John Malkovich (Being John Malkovich) de Spike Jonze
- 2000 : Nurse Betty de Neil LaBute
- 2004 : Eternal Sunshine of the Spotless Mind de Michel Gondry
- 2006 : Babel d'Alejandro González Iñárritu
- 2012 : Miracle en Alaska (Big Miracle) de Ken Kwapis
- 2013 : Le Cinquième Pouvoir (The Fifth Estate) de Bill Condon.
- 2015 : The Revenant d'Alejandro González Iñárritu
- 2015 : Spotlight de Tom McCarthy
- 2016 : Bastille Day de James Watkins
- 2018 : Don't Worry, He Won't Get Far on Foot de Gus Van Sant
- 2018 : Boy Erased de Joel Edgerton
- 2018 : Outlaw King : Le Roi hors-la-loi (Outlaw King) de David Mackenzie

### Télévision
- 2004 : The L Word (12 épisodes)
- 2014-2015 : True Detective (16 épisodes)
- 2015-2016 : Mr. Robot (22 épisodes)

## Distinctions

### Récompenses
- Oscars 2016 : Oscar du meilleur film pour Spotlight
- BAFTA 2016 : British Academy Film Award du meilleur film pour The Revenant

### Nominations
- Oscar du meilleur film
  - en 2007 pour Babel
  - en 2016 pour The Revenant
- British Academy Film Award du meilleur film
  - en 2005 pour Eternal Sunshine of the Spotless Mind
  - en 2007 pour Babel
  - en 2016 pour Spotlight